# Grandrif
Grandrif [ɡʁɑ̃ʁif] est une commune française, située dans le département du Puy-de-Dôme en région Auvergne-Rhône-Alpes.

## Géographie

### Localisation
Le bourg est situé au fond d'une petite vallée dominée par le puy de Loir, au sein des monts du Forez.

#### Lieux-dits et écarts
Grandrif est composé du Bourg et de 40 villages ou maisons isolées environnants :
- Barrier, Bel-Air, Bethel, le Bois de Chétioux, les Buges, Caire, Chabanne, le Chalard (à cheval sur la commune de Baffie) le Chemin de Moliachon, Chougoirand, les Clouviaux, les Côtes, Duret, le Garret, le Gat, le Grand Barot, le Grand Fayevie, les Granges, la Jarpe, Laurier, Loir, le Mas, Moliachon, Moliachon Bas, les Mollettes, le Mont, Montis, le Paradis, le Pêcher, le Petit Barot, les Pradeaux, les Pradeaux Bas, Redoux, les Rivaux, le Suc, la Taillade, les Terrasses, Trémiolles, la Vergne, Villatelle, les Vissières.

| Ambert                 | Valcivières | Saint-Anthème |
| Saint-Martin-des-Olmes | Grandrif    | Saint-Romain  |
| Saint-Just             | Baffie      | Églisolles    |

### Climat
Pour des articles plus généraux, voir Climat d'Auvergne-Rhône-Alpes et Climat du Puy-de-Dôme.
En 2010, le climat de la commune est de type climat de montagne, selon une étude du Centre national de la recherche scientifique s'appuyant sur une série de données couvrant la période 1971-2000. En 2020, Météo-France publie une typologie des climats de la France métropolitaine dans laquelle la commune est exposée à un climat de montagne ou de marges de montagne et est dans la région climatique  Nord-est du Massif Central, caractérisée par une pluviométrie annuelle de 800 à 1 200 mm, bien répartie dans l’année. 
Pour la période 1971-2000, la température annuelle moyenne est de 9,2 °C, avec une amplitude thermique annuelle de 16,7 °C. Le cumul annuel moyen de précipitations est de 1 039 mm, avec 11,4 jours de précipitations en janvier et 8,2 jours en juillet. Pour la période 1991-2020, la température moyenne annuelle observée sur la station météorologique de Météo-France la plus proche, « Ambert », sur la commune d'Ambert à 8 km à vol d'oiseau, est de 10,1 °C et le cumul annuel moyen de précipitations est de 860,2 mm,. Pour l'avenir, les paramètres climatiques de la commune estimés pour 2050 selon différents scénarios d'émission de gaz à effet de serre sont consultables sur un site dédié publié par Météo-France en novembre 2022.

## Urbanisme

### Typologie
Au 1er janvier 2024, Grandrif est catégorisée commune rurale à habitat très dispersé, selon la nouvelle grille communale de densité à sept niveaux définie par l'Insee en 2022.
Elle est située hors unité urbaine. Par ailleurs la commune fait partie de l'aire d'attraction d'Ambert, dont elle est une commune de la couronne,. Cette aire, qui regroupe 29 communes, est catégorisée dans les aires de moins de 50 000 habitants,.

### Occupation des sols
L'occupation des sols de la commune, telle qu'elle ressort de la base de données européenne d’occupation biophysique des sols Corine Land Cover (CLC), est marquée par l'importance des forêts et milieux semi-naturels (72,9 % en 2018), en diminution par rapport à 1990 (76,9 %). La répartition détaillée en 2018 est la suivante : 
forêts (70,2 %), prairies (20,5 %), zones agricoles hétérogènes (5,8 %), milieux à végétation arbustive et/ou herbacée (2,7 %), eaux continentales (0,8 %). L'évolution de l’occupation des sols de la commune et de ses infrastructures peut être observée sur les différentes représentations cartographiques du territoire : la carte de Cassini (XVIIIe siècle), la carte d'état-major (1820-1866) et les cartes ou photos aériennes de l'IGN pour la période actuelle (1950 à aujourd'hui).

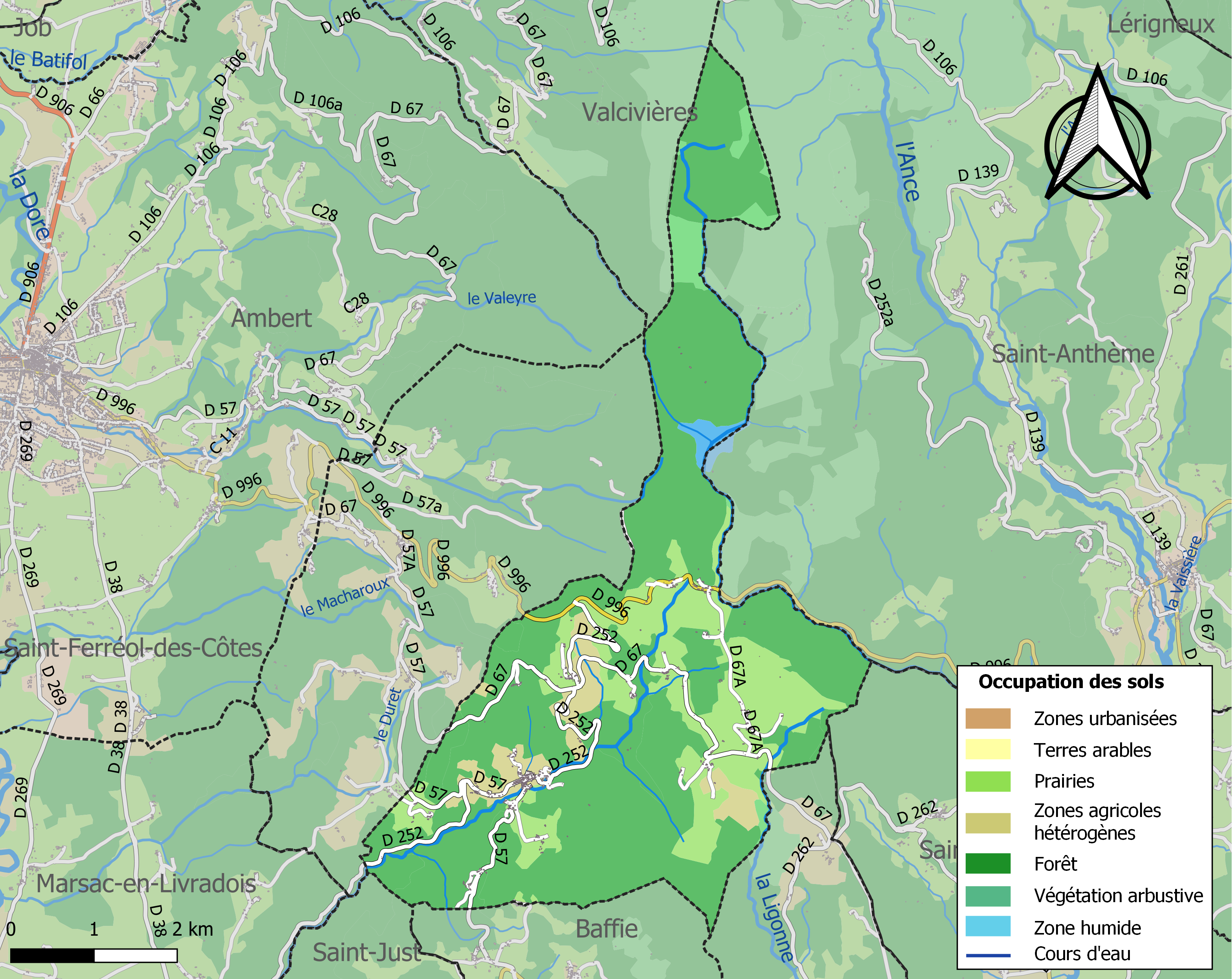
Carte des infrastructures et de l'occupation des sols de la commune en 2018 (CLC).

## Histoire
Le nom de Grandrif vient du ruisseau (rif en nord-occitan) qui y coule, dont l'importance fut déterminante jusqu'au début du XXe siècle pour l'activité économique de la commune.
Une source d'eau ferrugineuse gazeuse, surgissant au lieudit La Jarpe, fit l'objet de recherches scientifiques puis d'une exploitation commerciale au XIXe siècle,.

## Politique et administration
| Période                                  | Période                    | Identité        | Étiquette | Qualité                                                                                    |
| ---------------------------------------- | -------------------------- | --------------- | --------- | ------------------------------------------------------------------------------------------ |
| Les données manquantes sont à compléter. |                            |                 |           |                                                                                            |
| mars 2007                                | En cours (au 17 août 2020) | Suzanne Labary, |           | Retraitée 6e vice-présidente de la communauté de communes Ambert Livradois Forez (en 2017) |

## Population et société

### Démographie
L'évolution du nombre d'habitants est connue à travers les recensements de la population effectués dans la commune depuis 1793. Pour les communes de moins de 10 000 habitants, une enquête de recensement portant sur toute la population est réalisée tous les cinq ans, les populations de référence des années intermédiaires étant quant à elles estimées par interpolation ou extrapolation. Pour la commune, le premier recensement exhaustif entrant dans le cadre du nouveau dispositif a été réalisé en 2004.

En 2022, la commune comptait 203 habitants, en évolution de +13,41 % par rapport à 2016 (Puy-de-Dôme : +2,1 %, France hors Mayotte : +2,11 %).
| 1793  | 1800 | 1806  | 1821  | 1831  | 1836  | 1841  | 1846  | 1851  |
| ----- | ---- | ----- | ----- | ----- | ----- | ----- | ----- | ----- |
| 1 123 | 986  | 1 029 | 1 100 | 1 163 | 1 309 | 1 581 | 1 500 | 1 507 |

| 1856  | 1861  | 1866  | 1872  | 1876  | 1881  | 1886  | 1891  | 1896  |
| ----- | ----- | ----- | ----- | ----- | ----- | ----- | ----- | ----- |
| 1 482 | 1 372 | 1 375 | 1 338 | 1 350 | 1 378 | 1 300 | 1 230 | 1 209 |

| 1901  | 1906  | 1911  | 1921 | 1926 | 1931 | 1936 | 1946 | 1954 |
| ----- | ----- | ----- | ---- | ---- | ---- | ---- | ---- | ---- |
| 1 101 | 1 057 | 1 035 | 801  | 809  | 728  | 662  | 582  | 506  |

| 1962 | 1968 | 1975 | 1982 | 1990 | 1999 | 2004 | 2006 | 2009 |
| ---- | ---- | ---- | ---- | ---- | ---- | ---- | ---- | ---- |
| 379  | 323  | 287  | 236  | 183  | 174  | 202  | 194  | 168  |

| 2014 | 2019 | 2022 | - | - | - | - | - | - |
| ---- | ---- | ---- | - | - | - | - | - | - |
| 177  | 200  | 203  | - | - | - | - | - | - |

## Culture locale et patrimoine

### Lieux et monuments
Le barrage des Pradeaux, premier barrage hydroélectrique français dont la concession a été attribuée à un opérateur privé d'énergie, Poweo, à la fin de l'année 2008.
Sur le site boisé du col des Pradeaux, nombreuses pistes de ski de fond et de parcours en raquettes l'hiver, piste de VTT pour tous niveaux l'été. Gîte géré par le parc naturel régional Livradois-Forez.

### Patrimoine naturel
La commune de Grandrif est adhérente du Parc naturel régional Livradois-Forez.

### Personnalités liées à la commune
- Jacques Chassaing (1821-1871), chasseur de fauves, né à Grandrif ;
- Philippe Clay : chanteur et acteur français, né dans le 14e arrondissement de Paris le 7 mars 1927 et décédé à Issy-les-Moulineaux le 13 décembre 2007 d'une crise cardiaque, de son vrai nom Mathevet, dont la famille est originaire de Grandrif.